# Động đất Tokachi 2013
Động đất Tokachi 2013 (十勝地方南部地震) là trận động đất xảy ra vào lúc 23:17 (JST), ngày 2 tháng 2 năm 2013. Trận động đất có cường độ 6.5 richter, tâm chấn độ sâu khoảng 108 km. Hậu quả trận động đất đã làm 7 người bị thương.